# Solomon's Son
Solomon's Son è un cortometraggio muto del 1912. Il nome del regista non viene riportato nei credit del film che, prodotto dalla Reliance Film Company, aveva come interpreti Henry B. Walthall, Gertrude Robinson, Charles Herman. 

## Trama
Solomon, un venditore ambulante ebreo che è rimasto vedovo, adotta una piccola orfana, Rachel, che diventa la compagna di giochi di suo figlio Morris. Passa il tempo. La situazione finanziaria di Solomon è molto migliorata e può permettersi di pagare i migliori studi al figlio. Quando però Morris torna a casa, sembra che il giovane si vergogni del padre e delle sue umili origini. Non solo non vuole prendere le redini della sua attività, ma gli chiede il denaro per entrare in affari con un suo amico. Solomon, anche se con il cuore spezzato, lo finanzia. Morris, che si è innamorato della sorella del suo socio, rifiutandosi di abitare con il padre ha intanto preso un bell'appartamento e dà una festa a cui non invita Solomon. Quest'ultimo, credendo si sia trattato di una svista, si presenta alla serata insieme a Rachel. Morris, furioso, ha uno scontro con lui e lo rinnega. Tra padre e figlio si interrompe ogni rapporto.
Quando però Morris, rovinato dal suo socio e abbandonato dalla fidanzata, si troverà solo e senza mezzi, sarà Rachel a convincere Solomon a riaccogliere a casa il figlio che, ormai pentito del suo falso orgoglio, si rende conto che il proprio posto è accanto a quello del padre e della fedele Rachel.

## Produzione
Il film venne prodotto dalla Reliance Film Company.

## Distribuzione
Distribuito dalla Motion Picture Distributors and Sales Company, il film - un cortometraggio di una bobina - uscì nelle sale cinematografiche degli Stati Uniti il 31 gennaio 1912.